# Haradziszcza (rejon mohylewski)
Haradziszcza (biał. Гарадзішча; ros. Городище; pol. hist. Horodyszcze) – wieś na Białorusi, w obwodzie mohylewskim, w rejonie mohylewskim, w sielsowiecie Siemukaczy, nad Drucią.
W XIX w. wieś i majątek ziemski należący do Sipajłów. Znajdowały się tu wówczas 2 drewniane cerkwie i szkoła. Wieś była wtedy siedzibą zarządu wołości Horodyszcze.
Do 1917 położone były w Rosji, w guberni mohylewskiej, w powiecie bychowskim. Następnie w granicach Związku Sowieckiego. Od 1991 w niepodległej Białorusi.